# Di chỉ Omo
Những di cốt Omo là bộ sưu tập xương Hominini, được phát hiện trong giai đoạn từ năm 1967 tới năm 1974 tại vị trí của thành hệ Omo Kibish gần sông Omo, trong Vườn Quốc gia Omo ở tây nam Ethiopia. Những bộ xương đã được thu thập bởi một nhóm nhà khoa học từ Bảo tàng Quốc gia Kenya do Richard Leakey chỉ đạo. Các di cốt từ di chỉ Hominid Kamoya (KHS) được gọi là Omo I, còn từ di chỉ Hominid Paul (PHS) được gọi là Omo II.
Các bộ phận của hóa thạch được Richard Leakey phân loại như là Homo sapiens là cổ nhất đã biết. Năm 2004, các tầng địa chất chứa hóa thạch được định tuổi bằng đồng vị phóng xạ, và các tác giả nghiên cứu kết luận rằng "ước tính khả dĩ về tuổi của hominid Kibish là 195 ± 5 Ka (Kilo annum, ngàn năm trước), và điều này làm cho các hóa thạch trở thành những di cốt Homo sapiens lâu đời nhất được biết đến".
Do những di vật phát hiện được là loại cổ nhất cho đến nay, Ethiopia được coi là sự lựa chọn hiện tại cho cái nôi ra đời của Homo sapiens.

## Hóa thạch
Các di cốt bao gồm hai phần hộp sọ, bốn hàm, một xương chân, khoảng hai trăm răng và một số bộ phận khác. Hai mẫu vật ở Omo I và Omo II có sự khác nhau về đặc điểm hình thái. Các hóa thạch Omo II chỉ ra những đặc điểm cổ xưa hơn. Các nghiên cứu về di cốt sau sọ của Omo I chỉ ra một hình thái của con người hiện đại tổng thể với một số đặc điểm nguyên thủy. Các hóa thạch được tìm thấy trong một lớp đá túp, ở giữa một lớp địa chất cổ hơn có tên "Member I" (Thành viên I), và lớp trên cao hơn, mới hơn được đặt tên là Member III. Các hóa thạch Hominin Omo I và Omo II được lấy từ các mức địa tầng tương tự bên trên Member I.
Bởi vì tàn dư động vật rất hạn chế và chỉ có vài đồ tạo tác bằng đá đã được tìm thấy tại các di chỉ nơi hài cốt Omo ban đầu đã được phát hiện nên "độ tin cậy của việc định tuổi và xuất xứ của hominids Kibish" đã "liên tục bị nghi vấn". Năm 2008 hài cốt xương mới được phát hiện từ di chỉ Hominid Awoke (AHS). Các xương chày và xương mác của hóa thạch AHS đã được khai quật từ Member I, cùng một lớp mà từ đó các di cốt Omo khác được tìm thấy.

## Định tuổi và ý nghĩa
Khoảng 30 năm sau những phát hiện đầu tiên, một nghiên cứu địa tầng chi tiết khu vực xung quanh các hóa thạch đã được thực hiện. Member I được định tuổi bằng argon và cho ra tuổi 195 Ka, và Member III (lớp bên trên) là 105 Ka. Các ghi nhận gần đây xác minh các công nghệ đồ đá từ Member I và III thuộc về Trung kỳ thời đồ đá giữa.
Lớp thấp hơn (Member I) dưới tầng chứa hóa thạch, là cổ hơn đáng kể so với tuổi 160 Ka của "di cốt Herto" (phát hiện trong thành hệ Bouri) vốn được xem là Homo sapiens idaltu. Các điều kiện nhiều mưa tại thời gian đó đã được biết đến theo định tuổi đồng vị trên thành hệ Kibish, tương ứng với độ tuổi từ "tầng bùn thối Địa Trung Hải" - gợi ý dòng chảy đã tăng lên của sông Nin, và do đó dòng chảy đã tăng lên của sông Omo. Nhưng rồi với khí hậu thay đổi vào sau 185 Ka BP điều kiện quá khô tới mức không cho phép các trầm tích hang động phát triển trong những hang động ở vùng cầu nối Levant, một chỉ dấu quan trọng cho thời tiết ẩm ướt phù hợp với việc di cư từ châu Phi sang đại lục Á-Âu. Thuyết nguồn gốc châu Phi gần đây của loài người (Recent African Origin) gợi ý rằng H. sapiens sapiens đã tiến hóa ở châu Phi và di cư từ đó đến phần còn lại của thế giới, gần đây nhất là khoảng 70 Ka BP.
Homo sapiens cổ (archaic), như từ các di cốt Omo, đã tiến hóa thành H. sapiens idaltu, là dạng hiện đại về giải phẫu nhưng không hiện đại về mặt hành vi. Sau đó thành H. sapiens sapiens, là người hiện đại về giải phẫu và hành vi như ngày nay. Bằng chứng DNA gần đây cho thấy có một ít dòng gen từ hominin trước đó, như gen từ người Neanderthal và người Denisova. 